# Дондук-Даши
Дондук-Даши (бл. 1690 — 21 січня 1761) — 4-й калмицький хан у 1741—1761 роках.

## Життєпис
Онук хана Аюки. Другий син Чакдорджаба, спадкоємця трону. Народився близько 1690 року. У 1715 і
1717 роках брав участь у військових кампаніях проти кубанських ногаїв. 1722 року помирає батько, а 1723 року його старший брат Дасаг, що претендував на титул спадкоємця, вимушений був тікати до Кабарди. 1724 року після смерті діда знову підтримав брата, але марно.
1741 після смерті свого хана Дондук-Омбо втрутився у боротьбу за владу, оскільки Джа, удова останнього, домагатися передачі ханського гідності її старшому синові Рандулі. Втім Дондук-Даши завдав поразки Рандулі та його братам.
Потім за клопотанням своєї бабці Дарма-Бали отримав від російського уряду визнання себе новим «головним управителем» Калмицького ханства. У вересні 1741 році астраханський губернатор В. Н. Татищев проголосив Дондук-Даші правителем ханства. Дондук-Даші зобов'язався не вступати у зносини з іноземними державами, не приймати під свою владу хрещених калмиків і дати в заручники свого первістка Ассарая. У 1744 році той помер від віспи в Астрахані. Джан із дітьми перебралася до Санкт-Петербурга. Там вони всі у 1744 році прийняли православну віру та отримали прізвище та титул князів Дондукових.
Напочатку його панування Дарма-Бала намагалася спонукати Дондук-Даши на здобуття незалежності. При цьому орієнтувалася на імперію Цін. В свою чергу російський уряд намагався обмежити зовнішні контакти Дондук-Даши. Так, вже 1741 року заборонив Джаврапу, послу джунгарського хана Галдан-Церена проїхати до ставки калмицького правителя. Разом з тим останній встановив дружні відносини з казаським ханом Абулхайром, з яким планував похід проти Хівінського ханства. Це викликало невдоволення Дарма-Бали.
Лише у 1758 році був проголошений і затверджений калмицьким ханом, а його син Убаші — спадкоємцем ханського престолу. У правління Дондук-Даші калмицькі допоміжні загони легкої кінноти брали участь на боці російської армії у Семирічній війні з Пруссією. У січні 1761 Дондук-Даши помер. Йому спадкував син Убаші.